# War (группа)
War (амер. |wɔːr|, брит. |wɔː| ) — американская фанк-группа из Калифорнии, известная по хитам «Low Rider», «Spill the Wine», «Summer», «Why Can’t We Be Friends?», «The Cisco Kid» и «The World Is a Ghetto». Была сформирована в 1969 году и с самого начала музыкально подходила сразу для нескольких жанровых чартов, смешивая стили — рок, фанк, джаз, латиноамериканскую музыку, ритм-н-блюз и регги. Также со своим мультиэтническим составом группа преодолевала расовые и культурные барьеры. За время существования состав группы претерпел множество изменений, и в настоящее время в ней остался только один участник первого состава — Лонни Джордан.
Хотя тексты песен группы War часто общественно-политические, их музыка обычно спокойная и отрешённая, с атмосферой калифорнийского фанка. Особенная черта в звучании группы — что губная гармоника и саксофон играют мелодию в унисон и звучат как один инструмент — например, в мелодии песни «Low Rider». Песни группы исполнялись и семплы из них использовались многими певцами и группами, от R&B/поп-исполнителей, как Джанет Джексон, до ню-метал-группы Korn и хип-хоповых групп, как TLC и A$AP Mob.
Две песни в исполнении группы War, — «Low Rider» и «Slippin’ Into Darkness», — входят в составленный Залом славы рок-н-ролла список 500 Songs That Shaped Rock and Roll.

## Состав
- См. статью «War (band) § Members» в английском разделе.

## Дискография
- См. статью «War discography» в английском разделе.